# 여순항 해전
여순항 해전(일본어: 旅順港閉塞作戦, 러시아어: Бой у Порт-Артура)은 러일 전쟁의 초기 전투이자 첫 전투로 1904년 2월 8일 만주 여순항에 정박하고 있던 러시아 제1태평양 함대를 일본의 구축함 편대가 공격하면서 시작되었다. 전투는 다음날 2월 9일에도 계속되어 7척의 러시아 전함이 피해를 입었고 뒤이어 여순항 봉쇄로 이어져 5월까지 계속되었다.

## 배경
1897년 12월에 처음 모습을 들어낸 러시아 제1태평양 함대는 1898년 3월 청나라와의 협정으로 여순항과 다롄 만을 조차하고 1899년 의화단 사건이 일어나자 만주를 침공하였다. 이런 러시아의 진공은 일본을 당황케 하여 이토 히로부미는 러시아와의 협상을 하며 1902년 영일 동맹을 체결하였다.
1904년 2월 4일 결국 일본은 협상 중지를 선언하고 뒤이어 수십 척의 태평양 함대가 여순항을 떠났다는 정보가 일본에 입수되었다. 이에 2월 6일 아침 일본의 도고 헤이하치로 제독은 사세보에서 제물포의 육군 상륙과 여순항의 공격을 목표로 함대를 발진시켰다.
도고 제독의 초기 계획은 6척의 제1전대 노급전함 하쓰세, 스키시마, 아사히, 후지, 야시마가 선두 공격하며 뒤이어 기함 미카사가 주력 주도하여 연합함대 제2전대 장갑순양함 이와테, 아즈마, 이즈모, 야쿠모, 도키와와 함께 여순항을 급습하는 것으로 이 작전을 위해 15척의 구축함과 순양함이 준비되었고 20척의 어뢰정, 예비순양함 카사기, 지토세, 다카사고, 요시노가 대기했다.
한편 러시아군은 노급 전함 페트로파블브스크, 세바스토폴, 퍼레스비트, 포베다, 폴타바, 체사레비치, 레트비잔이 있었고 이를 지원하는 방호순양함 팔라다, 다이나, 아스콜드, 노비크, 보야린 등이 있었다. 그러나 여순항의 방어 함대가 다롄 시 근처로 우회해 있었고 대부분의 수비대가 훈련이 잘 되지 않는 상태였다.

## 전투 과정

### 2월 8일 ~ 2월 9일 야간 공격
2월 8일 저녁 10척의 구축함으로 구성된 일본군 함대가 러시아의 구축함과 맞닥드렸고 어뢰정들이 전함 레트비잔과 방호순양함 팔라다를 공격했다. 하지만 뒤이어 온 전함 체사레비치의 반격으로 물러났고 일본군은 기습 공격에 가장 좋은 조건을 갖추었음에도 불구하고 큰 성과를 내지 못했다.
이 전투에서 러시아군의 전함 레트비잔과 팔라다, 체사레비치가 손상되었다.

### 연합함대의 2월 공격
야간 공격에 따라 도고 제독은 여순항의 피해를 알아보기 위해 부제독 데와 시게토와 순양함을 보냈고 한편 러시아 함대는 전투를 준비했다.
여순항에 접근하던 일본군이 러시아의 순양함 보야린을 발견했고 보야린은 도주하다가 도고 제독의 기함 미카사의 공격으로 대파당했다. 이후 전투에서는 양측 모두 큰 성과를 내지 못했고 러시아군은 노비크, 페트로파브로브스크, 폴타바, 다이나, 아스콜드가 손상되었다.
미카사 역시 심각한 피해를 입었고 도고 제독은 러시아 함대가 빠져나가지 못하도록 여순항을 봉쇄하기를 결정했다.

### 2월 ~ 12월 해군의 후속 조치
2월 11일 러시아의 기뢰 부설함 예니세이가 기뢰밭에서 폭발해 기뢰의 위치를 나타낸 유일한 지도와 함께 침몰했고 이를 조사하러 간 보야린도 2월 13일 침몰했다.

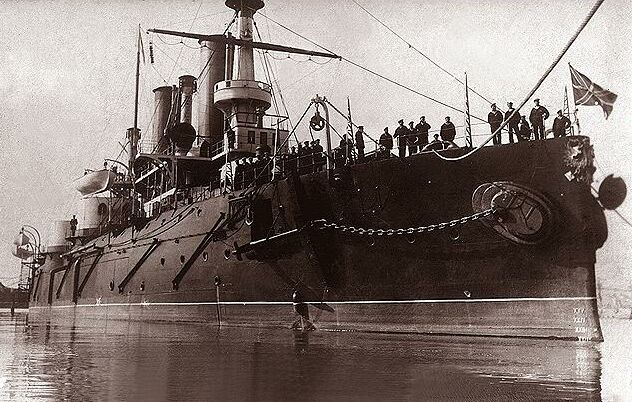
러시아 전함 페트로파블로브스크

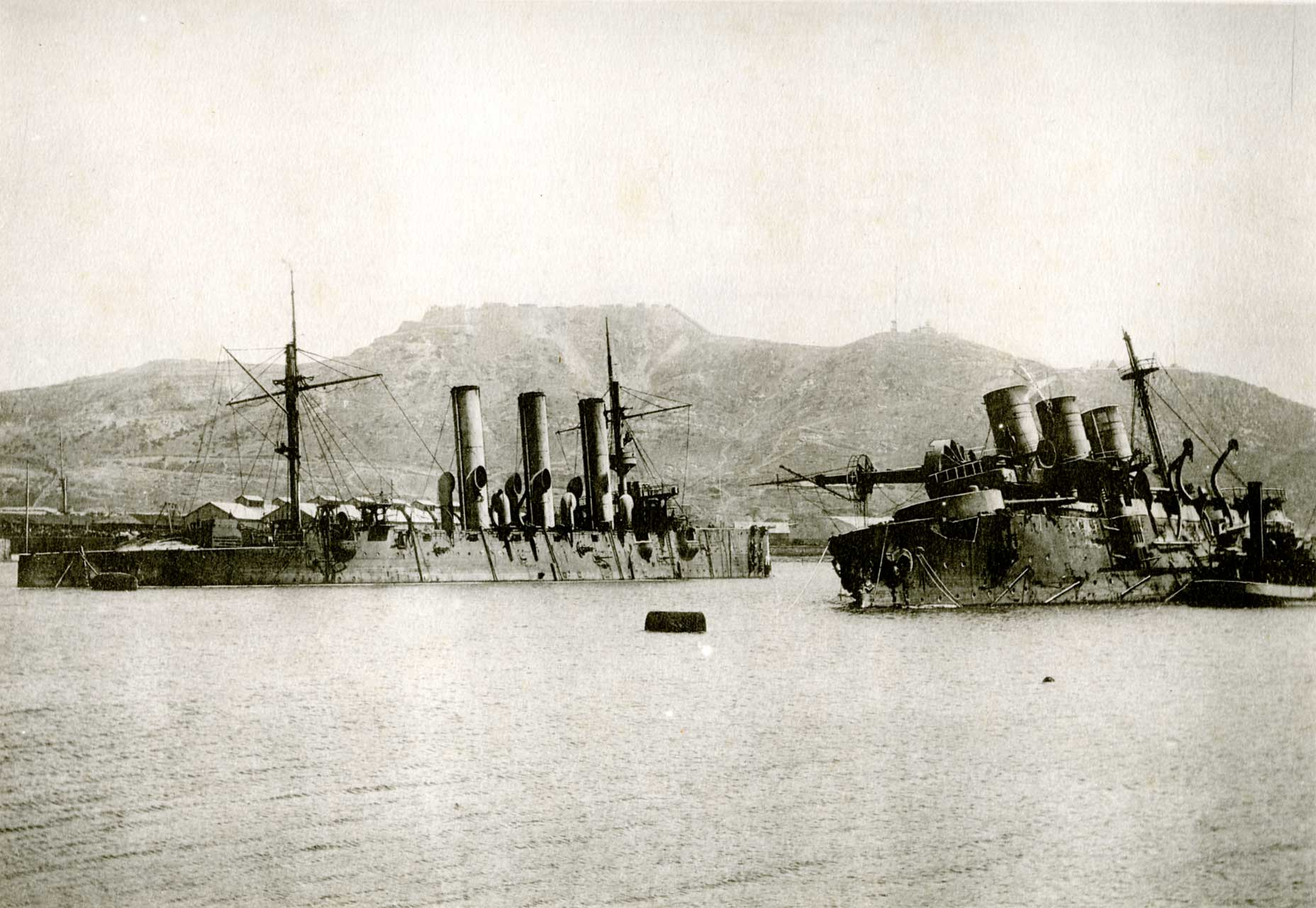
러시아 전함 팔라다와 포베다

2월 14일 도고 제독은 후지를 제외한 함대를 이끌고 여순항을 다시 공격해 시멘트를 채운 증기선 일곱 척을 해협 깊숙이 침몰시켜 여순항을 봉쇄하려 하였으나, 배가 너무 깊이 가라앉아 성공하지 못했다. 2월 24일 아침 전함 레트비잔이 탈출을 시도하다가 역시 저지되었고 여순항의 총독 예브게니 알렉세예프는 탈출구를 마련하기 위해 노력했다.
3월 8일 유능한 해군 제독인 스테판 오시포비치 마카로프 제독이 파견되어 아스콜드를 수리하고 자신의 깃발을 세운 뒤 3월 10일 일본군 함대를 공격했으나 역시 큰 효과를 보지 못했다. 3월 10일에는 일본군 구축함 4척이 항구 가까이에 접근했고 러시아 구축함 6척이 추격하다가 매복에 걸려 마카로프 제독의 노력에도 불구하고 침몰했다.
3월 22일 일본군 전함 후지와 야시마가 마카로프 제독의 함대에게 공격을 당해 후지는 수리를 위해 사세보로 돌아갔고 도고 제독은 3월 27일 다시 오래된 선박 4척에 콘크리트를 가득 채워 입구를 봉쇄하려 했으나 너무 멀리 가라앉아 실패했다.
4월 13일 마카로프 제독은 페트로파블로브스크를 이끌고 다롄 북쪽으로 정찰을 떠나 전함 폴타바, 세바스토폴, 전함 포베다, 퍼레스비트, 순양함 아스콜드, 다이나, 노비크가 이에 동행했다. 하지만 일본군이 설치한 3개의 기뢰에 페트로파블로브스크가 걸려 엄청난 폭발과 함께 2분만에 침몰했고 마카로프 제독과 승무원 635명이 죽었다.
전함 포베다 역시 기뢰에 피해를 입어 항구로 견인되었고 4월 14일 도고 제독은 다시 여순항 봉쇄를 명령했다. 5월 3일 도고 제독은 다시 오래된 선박 8척을 이용해 마지막 시도를 하였고 이러한 시도는 실패했으나 비슷한 시기 도고 제독을 따라 만주에 상륙한 일본군 제2사단이 남산 전투에서 승리했다.
5월 15일 일본군의 야시마와 후츠다가 러시아군의 기뢰에 걸려 야시마가 450명의 승조원과 함께 침몰하고 후츠다는 뒤이어 견인되었다. 이후 일본군은 다시 3개월 동안 여순항을 봉쇄했으며 전투는 여순항 포위와 황해 해전으로 이어져 치열한 전투가 일어나게 된다.

## 결과 및 영향
여순항 해전으로 일본과 러시아 간의 러일 전쟁이 발발했으나 일본군이 선두 공격하여 여순항을 무력하게 만들었고 만주에서는 러시아군이 곳곳에서 대패해 초반부터 러시아는 승패에서 밀리게 되었다.

## 참고 자료
- Connaughton, Richard (2003). "Rising Sun and Tumbling Bear." Cassell. ISBN 0-304-36657-9
- 로템 코우너 (2006). "Historical Dictionary of the Russo-Japanese War". Scarecrow. ISBN 0-8108-4927-5
- 니시 이언 (1985). "The Origins of the Russo-Japanese War." 롱맨. ISBN 0-582-49114-2
- F.R. Sedwick, (R.F.A.), The Russo-Japanese War, 1909, 맥밀란 컴퍼니, 뉴욕
- Schimmelpenninck van der Oye, David (2001), "Toward the rising sun: Russian ideologies of empire and the path to war with Japan", 노던일리노이 대학교 Press, ISBN 0-87580-276-1

## 관련 사이트
- Russo-Japanese War Research Society: Battle of Port Arthur
- Russian Navy history of war